# Sesso telefonico

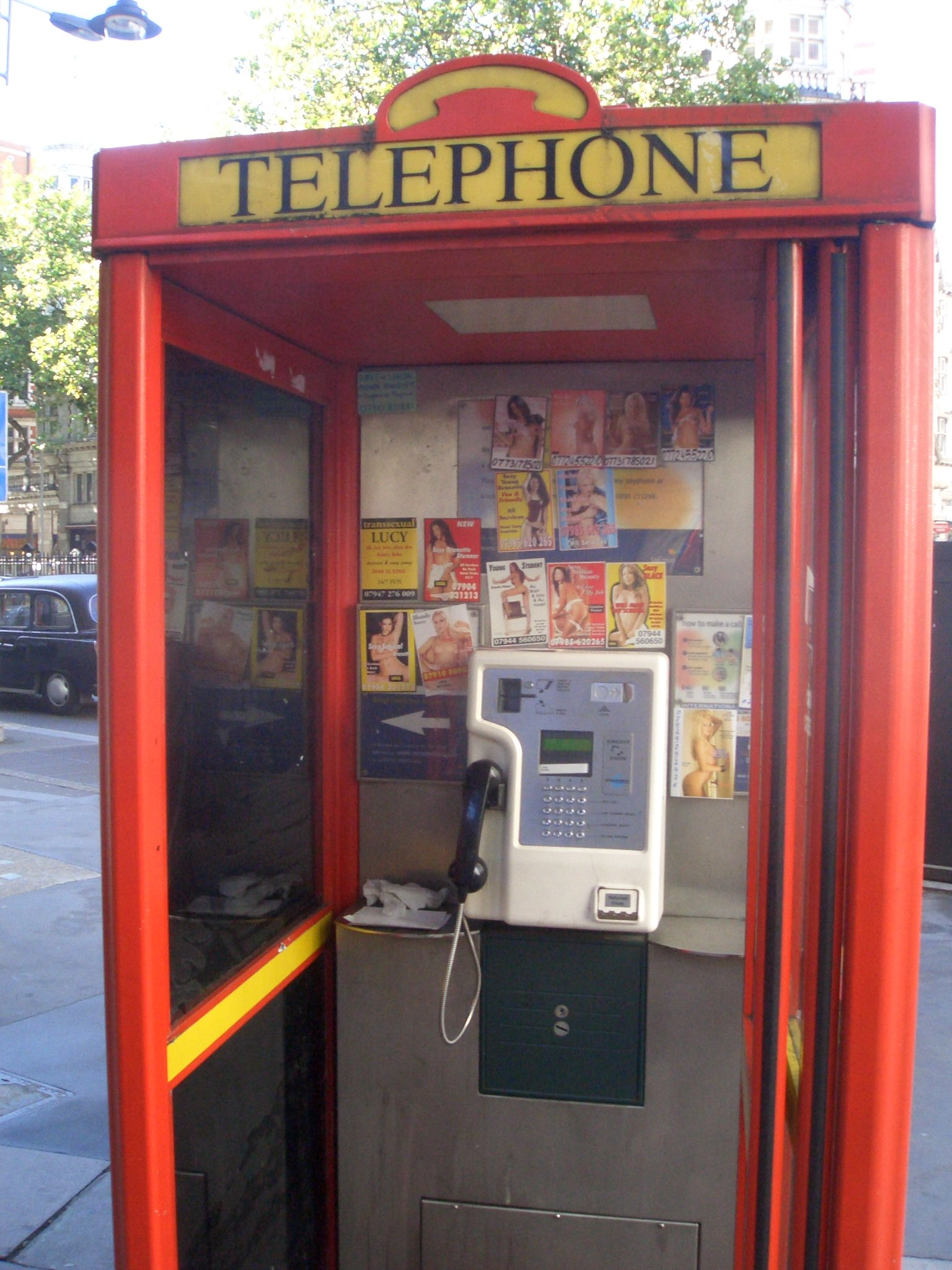
Annunci per vari servizi sessuali pubblicati in una cabina telefonica nel Regno Unito, come era comune prima dell'era di Internet.

Per sesso telefonico si intende, genericamente, una forma di sessualità umana, consistente in una conversazione telefonica avente come oggetto atti di tipo sessuale, reali o immaginari.

## Descrizione
In genere l'attività sessuale praticata durante il sesso telefonico è la masturbazione, spesso effettuata seguendo le indicazioni o le fantasie esplicitate dall'interlocutore telefonico, ovvero dal partner, al quale il soggetto che si masturba descrive a sua volta i gesti compiuti in modo da conferire maggiore realismo all'attività sessuale svolta.

## Chat erotiche in Italia
Sul finire degli anni ottanta, ha iniziato a diffondersi il fenomeno delle cosiddette chat telefoniche, ovvero linee telefoniche erotiche che consentono di usufruire di vari servizi, essenzialmente collegati alla prestazione telefonica a contenuto sessuale offerta da una o più operatrici addette specificamente a rispondere a questo tipo di chiamate. Questi call center sono spesso caratterizzati da numerazioni particolari, che iniziano per 144, 166 ovvero a 899. Queste numerazioni corrispondono a servizi a tariffazione speciale, spesso molto elevata (fino a raggiungere il costo di diversi euro al minuto). In altri casi è possibile pagare la conversazione con addebito sulla carta di credito o altre forme di pagamento. In questo caso i numeri telefonici potrebbero avere come prefisso quello della tua città o di una città nazionale.
In alcuni casi questi servizi sono tuttora pubblicizzati sulle televisioni locali, mediante spot per adulti messi in onda nelle ore notturne, che di solito rappresentano immagini o video di fittizie telefoniste poco vestite, o del tutto nude, in realtà attrici pornografiche, impegnate a rispondere alle chiamate dei clienti.

## Nei media
- Al sesso telefonico è stata dedicata la nota canzone dei Village People Sex Over the Phone.